# Teses sobre Feuerbach

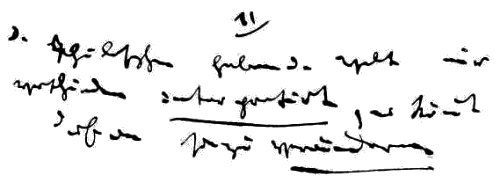
Décima primeira tese, manuscrito original

As Teses sobre Feuerbach (em alemão: Thesen über Feuerbach) são onze curtas notas filosóficas escritas por Karl Marx (provavelmente) em 1845. Eles explicitam a crítica das ideias de Marx sobre seu colega filósofo jovem hegeliano, Ludwig Feuerbach. Mas o texto é comumente visto como mais ambicioso do que isso, criticando o materialismo contemplativo dos Jovens Hegelianos juntamente com todas as formas de idealismo filosófico.
As "Teses" identificam a ação prática (material e teórica ao mesmo tempo) como a única forma verdadeira de filosofia, concluindo: "Filósofos se limitaram a interpretar o mundo de diversas maneiras; mas o que importa é transformá-lo". (O seu original em alemão:"Die Philosophen haben die Welt nur verschieden interpretiert; es kömmt drauf an, sie zu verändern"). Enquanto o texto mostra a retenção da instância crítica do idealismo alemão, transpõe o criticismo em termos práticos, materiais e políticos (levando diretamente à posterior asserção de Marx de que a "crítica às armas" deve em algum ponto trabalhar para as "armas da crítica").
Marx não publicou as Teses sobre Feuerbach durante sua vida; foram mais tarde editadas por Friedrich Engels e publicadas em 1888 acopladas no seu livro: Ludwig Feuerbach e o fim da filosofia clássica alemã, com o texto original emergindo em 1924 e em 1932 pelo Institudo de Marxismo-Leninismo de Moscou na Ideologia alemã. Os escritos na verdade compunham apontamentos para sistematizar outros escritos sobre os princípios de que Marx poderia escrever, claramente assim, um lembrete, a si mesmo, rascunho para servir de base para outros conceitos que Marx estava por criar.
Nas "Teses"  é possível depreender alguns pressupostos e significados da filosofia marxiana, nelas, podem ser observados compreensões básicas da filosofia marxiana tais como, o conceito homem, a relação entre teoria e prática, o conceito de trabalho e o posicionamento sobre a Filosofia da praxis. 

## Práxis revolucionária
Karl Marx desenvolve o conceito de práxis ao criticar o materialismo e o idealismo.
O materialismo, diz ele, vê os homens como determinados pelas circunstâncias (econômicas, sociais, naturais) enquanto o idealismo vê os homens como determinados pelas ideias (pensamentos, vontades, desejos, em suma, o ímpeto ativo do ser humano). Os materialistas afirmam que os homens mudam porque novas circunstâncias fazem-nos mudar, enquanto que os idealistas afirmam que os homens mudam porque a educação de novas ideias e novos desejos fazem-nos mudar.
A crítica de Marx é que o materialismo "esquece que as circunstâncias são transformadas precisamente pelos seres humanos", enquanto o idealismo "esquece que o educador tem ele próprio de ser educado". Então, necessariamente, para mudar os homens, o idealista educador quer introduzir suas ideias de cima (de fora), assim como o materialista quer alterar as circunstâncias de fora. Desse modo, tanto o materialismo quanto o idealismo reproduzem a estrutura da sociedade de classes (a exploração do homem pelo homem). Neste ponto, Marx introduz o seu conceito de praxis revolucionária: "a coincidência da transformação das circunstâncias com a atividade humana".
A praxis revolucionária é então uma atividade teórico-pratica em que a teoria se modifica constantemente com a experiência prática, que por sua vez se modifica constantemente com a teoria. A praxis é entendida como a atividade de transformação das circunstâncias, as quais nos determinam a formar ideias, desejos, vontades, teorias, que, por sua vez, simultaneamente, nos determinam a criar na prática novas circunstâncias e assim por diante, de modo que nem a teoria se cristaliza como um dogma e nem a prática se cristaliza numa alienação. Pode-se dizer que o conceito de práxis revolucionária é uma relação entre teoria e prática coerente com a ideia de Marx de uma sociedade sem exploração, uma livre associação de produtores.

## Usos do texto
A décima primeira tese foi usada por Sergey Prokofiev em seu Canto para o 20° aniversário da Revolução de Outubro, Op. 74. 
A  socióloga brasileira Sabrina Fernandes usou a décima primeira tese como título em seu canal no Youtube, o Tese Onze.
Guy Debord menciona a décima primeira tese ao descrever a filosofia como: "Aquilo que Marx atribuiu automaticamente ao proletariado, os Situacionistas associam a isso o ato de ir além e realizar a arte".